# Дембская, Мария
Мария Дембская (родилась 22 мая 1991 года в Варшаве ) — польская актриса кино, театра и телевидения. Победительница Фестиваля польского игрового кино в Гдыне за главную женскую роль в фильме « Потому что во мне есть секс» (2021)  .

## Биография
Закончила первый курс факультета фортепиано Музыкальной академии в Лодзи в классе проф. Марека Древновски. Выпускница Государственной высшей школы кино, телевидения и театра им. Леон Шиллер в Лодзи (2017)  .
За главную роль в спектакле « Мария Стюарт » в постановке Гжегожа Вишневского она была удостоена Гран-при за выдающуюся сценическую личность и 34-го приза зрительских симпатий. Фестиваль театральных школ в Лодзи, Премия актерского мастерства на Международном фестивале театральных школ в Брно и «Золотая маска» Лодзи за лучший актерский дебют в сезоне 2015/2016  .
На профессиональной сцене дебютировала в Театре-студии в Варшаве в спектакле «Рипли подполье» Радослава Рычика. Она выступала, в том числе, в фильмах «Веселье, веселье», « Тихая ночь », « Мои коровьи дочери » и « Демон », появляется в сериале « Цвета удачи» в роли Яги, сыграла Веронику Новацкую в сериале « В ритме сердца». и Зосю Иоахим в сериале Войны Войн . С 2021 года играет роль Виктории в сериале « <i id="mwJA">Кучня''  .
С 2017 года выступает в Польском театре им. Арнольда Шифмана в Варшаве  .

## Личная жизнь
Дочь режиссера Кинги Дембской  .

## Фильмография

### Фильмы
| Год  | Заголовок                   | Роль                  | Примечания |
| ---- | --------------------------- | --------------------- | --- |
| 2015 | Мои коровьи дочери          | Зузия, дочь Марты     | |
| 2015 | Демон                       | Хана                  | |
| 2017 | Тихая ночь                  | Ёлка, сестра Адама    | |
| 2017 | Соглашение                  | девушка из аптеки     | |
| 2018 | Весело весело               | Магда                 | 2019: номинация на награду им. Збышека Цыбульского |
| 2018 | План Б                      | девичий голос Мирека  | |
| 2018 | Невезение не грех           | Натали                | |
| 2019 | Пилсудский                  | Александра Щербинская | |
| 2019 | Черный Мерседес             | Анета Ландау          | |
| 2021 | Потому что во мне есть секс | Калина Ендрусик       | 2021: приз Фестиваля польского художественного кино в Гдыне за главную женскую роль </br> 2021: номинация на награду им. Збышека Цыбульского </br> 2022: Номинация "Орел" за лучшую женскую роль |

| Год           | Заголовок               | Роль                              | Примечания      |
| ------------- | ----------------------- | --------------------------------- | --------------- |
| 2012          | М как любовь            | друг Габи и Лукаша                | эпизод 889, 896 |
| 2014          | Отец Мэтью              | Паулина Вислицкая, дочь Богдана   | эпизод 145      |
| 2014          | Офицер Алекс            | Агата Лучак, девушка Будника      | эпизод 65       |
| 2014          | Офицер Алекс            | Тереза Старжинская, дочь Изабелы  | эпизод 77       |
| 2014-2017 гг. | Цвета счастья           | Яга                               |                 |
| 2017-2020     | В ритме сердца          | старший аспирант Вероника Новацка |                 |
| 2017–2019 гг. | Военные девушки         | Зося Иоаким, сестра Марыси        |                 |
| 2019-2020     | Столетие виновного      | Роуз Фрейлих-Кроненберг           |                 |
| 2019          | Ослепление от огней     | работник аэропорта                | эпизод 1        |
| 2020          | недобросовестный        | Сильвия Подождите                 | эпизод 3-5      |
| 2021          | <i id="mw0g">Кухня''    | Виктория Гончар                   |                 |
| 2021          | <i id="mw2w">Подшитый'' | Юстина Вилконь                    |                 |
| 2022          | Возврат                 | Мальвина                          |                 |

### Дубляж
- 2018: Щелкунчик и четыре королевства — Луиза
- 2018: Фантастические твари: Преступления Грин-де-Вальда — Лета Лестрейндж
- 2019: Мстители: Финал — Кэрол Дэнверс / Капитан Марвел
- 2019: Капитан Марвел — Кэрол Дэнверс / Капитан Марвел
- 2021: Что, если…? — Кэрол Дэнверс / Капитан Марвел

## Сноски
1. ↑  Maria Dębska // Česko-Slovenská filmová databáze (чеш.) — 2001.
2. ↑  Maria Dębska // MAK (пол.)
3. ↑  Источник, Архивировано из оригинала 14 декабря 2021, Дата обращения: 21 марта 2022 Источник. Дата обращения: 21 марта 2022. Архивировано из оригинала 14 декабря 2021 года.
4. 1 2  Источник, Архивировано 2 ноября 2021, Дата обращения: 21 марта 2022 Источник. Дата обращения: 21 марта 2022. Архивировано 2 ноября 2021 года.
5. ↑  Источник, Архивировано 17 марта 2022, Дата обращения: 21 марта 2022 Источник. Дата обращения: 21 марта 2022. Архивировано 17 марта 2022 года.
6. ↑  Источник, Архивировано 21 марта 2022, Дата обращения: 21 марта 2022 Источник. Дата обращения: 21 марта 2022. Архивировано 21 марта 2022 года.
7. ↑  Источник, Архивировано 21 апреля 2022, Дата обращения: 21 марта 2022 Источник. Дата обращения: 21 марта 2022. Архивировано 21 апреля 2022 года.

## Внешние ссылки
- Maria Dębska w bazie Filmweb
- Maria Dębska w bazie  filmpolski.pl
- Maria Dębska, [w:] Encyklopedia teatru polskiego (osoby). [online] [dostęp 2021-04-09] .
- Maria Dębska w bazie IMDb (ang.)